# تقنية الحد من الاستخدام الجيني

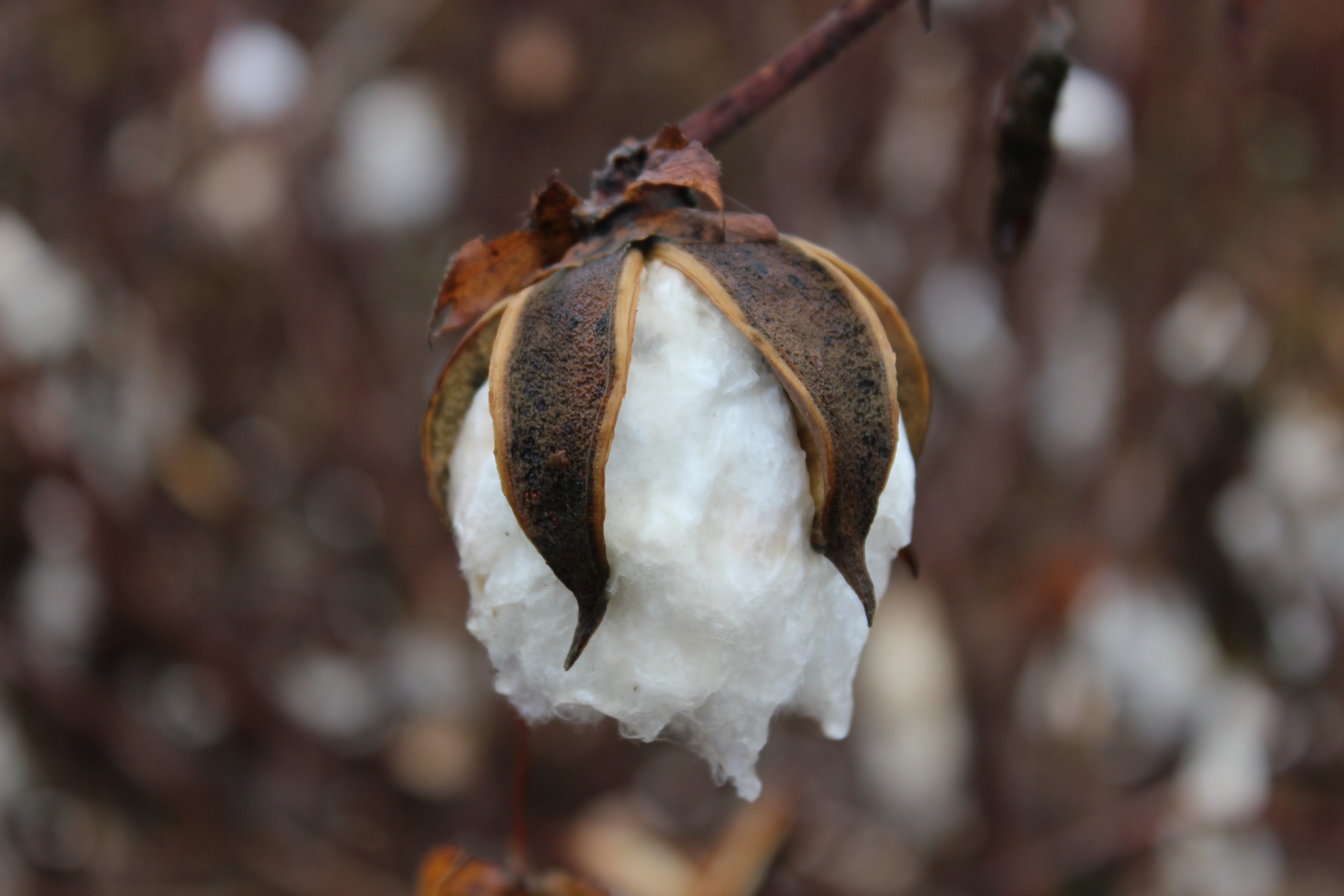

تقنية الحد من الاستخدام الجيني (يرمز لها GURT من Genetic use restriction technology) هي تقنية يتم إجراء الأبحاث عنها حالياً تهدف إلى تطوير وسائل بغية الحد من استخدام الأغذية المعدلة وراثياً عن طريق جعل بذور الجيل الثاني عقيمة.
يشترك في تطوير هذه التقنية الحيوية كل من وكالة خدمات الأبحاث الزراعية Agricultural Research Service التابعة لوزارة الزراعة الأمريكية والعديد من الشركات.

## الجين الانهائي
الجين الانهائي هو جين معدل من قبل شركة التكنولوجيا الحيوية مونسانتو. ادخال هذا الجين الانهائي في بذور المحاصيل تمنعهم من إنتاج بذور خصبة، مما يعني أن المزارعين عليهم أن يشتروا بذور جديدة كل سنة، بدلا من جزء من حصادهم كبذور لمحصول العام المقبل.
وكانت مونسانتو قد وعدت بأنها لن تستخدم الجين الانهائي في أي من بذورها.